# Michail Mamlejev
Michail Mamlejev,född 4 september 1975, fram till 2006 rysk, därefter italiensk orienterare.
Våren 2004 gifte han sig med en italienska och flyttade till landet permanent. Han gjorde redan från början klart att han ville skaffa italienskt medborgarskap, vilket fick starkt stöd av det italienska orienteringsförbundet. Han fick sitt italienska pass precis så att han kunde delta i VM 2006.